# Ночные тетради
«Ночные тетради» (англ. Nightbooks) — американский мрачный фэнтезийный фильм режиссёра Дэвида Яровски по сценарию Микки Доутри и Тобиаса Иакониса. В фильме снимались Уинслоу Фегли, Лидия Джюэтт и Кристен Риттер. Основанный на одноименной детской книге Дж. Э. Уайта в жанре ужасы-фэнтези 2018 года. Фильм был выпущен 15 сентября 2021 года на Netflix.

## Сюжет
Алекс попадает в плен к злой и страшной ведьме, которая собирается его съесть. Поэтому Алексу нужно срочно убегать. В конце концов, парень предлагает необычное соглашение: каждый раз, когда будет заходить солнце, Алекс будет рассказывать ведьме страшные истории. И так, пока у него не закончатся сказки.
Ведьма даже не представляла, что Алекс любит страшные сказки. Но у него есть специальная тетрадь, куда он записывает все услышанное и прочитанное и таких историй должно хватить на долгое время.
Когда Алекс выясняет, что у ведьмы есть горничная по имени Ясмин, которую она похитила несколько лет назад, парень предлагает ей объединить усилия и попытаться сбежать.

## В ролях
- Уинслоу Фегли — Алекс
- Лидия Джюэтт — Ясмин
- Кристен Риттер — Наташа

## Съёмки
Основные съёмки фильма начались с 14 октября по 17 декабря 2020 года в Торонто.